# Brongniartia oligosperma
Brongniartia oligosperma är en ärtväxtart som beskrevs av Henri Ernest Baillon. Brongniartia oligosperma ingår i släktet Brongniartia och familjen ärtväxter. Inga underarter finns listade i Catalogue of Life.